# Henry Cording

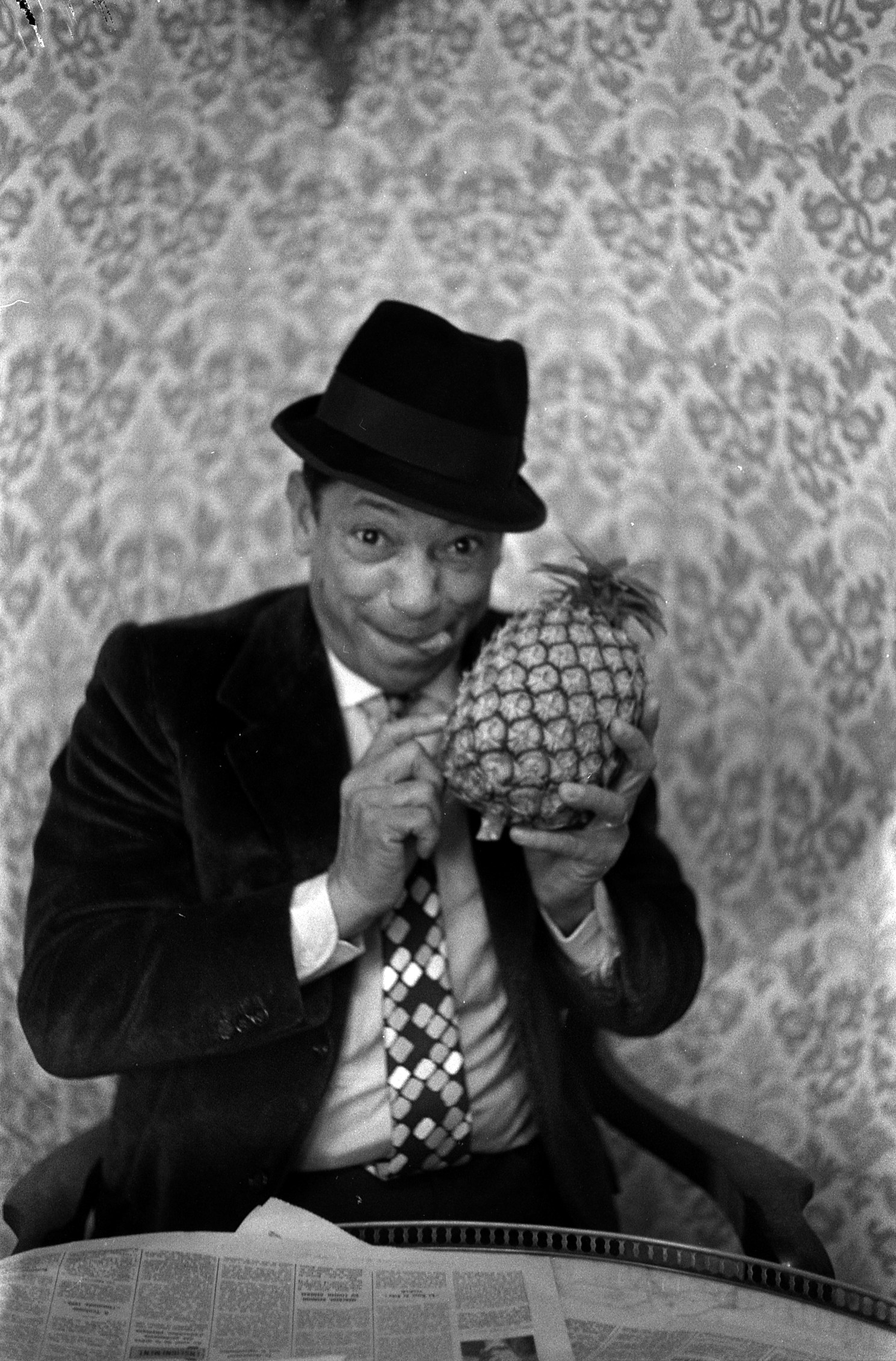
Henri Salvador en 1970.

Henry Cording est le pseudonyme utilisé en 1956 par le chanteur et compositeur français Henri Salvador lors de l'enregistrement de titres à connotation rock 'n' roll, attribués à l'ensemble musical Henry Cording and his Original Rock and Roll Boys.
Le nom d'Henry Cording, qui lui a été donné par Boris Vian, est un jeu de mots avec le mot anglais recording, qui signifie « enregistrement » (d'un disque).
Henri Salvador aura été avec ce disque l'un des premiers interprètes de rock 'n' roll en France. Les chansons écrites par Boris Vian (alias Vernon Sinclair) sont mises en musique par Michel Legrand (sous le pseudonyme de Mig Bike, anagramme de Big Mike, surnom donné par Vian lors de sa tournée aux États-Unis), qui signe trois des quatre morceaux enregistrés :  Rock and roll-mops, Dis-moi qu'tu m'aimes rock, Va t'faire cuire un œuf, man. Henri Salvador compose, lui, Rock hoquet.
Précurseurs malgré eux de l'avènement du rock dans l'Hexagone, les protagonistes ne croyaient nullement en l'avenir de ce style musical : ces chansons humoristiques, attribuées à Henry Cording and his original Rock and Roll Boys, ne sont en fait que des parodies de rock'n'roll, Boris Vian y voyant quant à lui l'occasion d'une sorte de gymnastique littéraire qui lui permet de parsemer les paroles des chansons de jeux de mots savants.
La première édition du disque, parue chez Fontana en juillet 1956, est un canular qui ne fait aucune mention de la véritable identité d'« Henry Cording ». Au dos de la pochette le rock'n'roll est présenté par l'énigmatique Jack K. Netty (blague sur le nom de Jacques Canetti) comme l'invention de "O. Rock et Jean ROLL en 1827 à l'issue d'une longue nuit d'orage pendant laquelle onze bouteilles de whisky trouvèrent une mort glorieuse, le "ROCK AND ROLL" ( intraduisible en français correct ) a conquis droit de cité en Amérique depuis longtemps".

En octobre 1956, une deuxième édition du disque révèle la supercherie en créditant sur la pochette « Henri Salvador alias Henry Cording ».
Le Rock hoquet fut repris par le groupe Au Bonheur des Dames en 1973, ainsi que par Sue et les Salamandres en 1993.

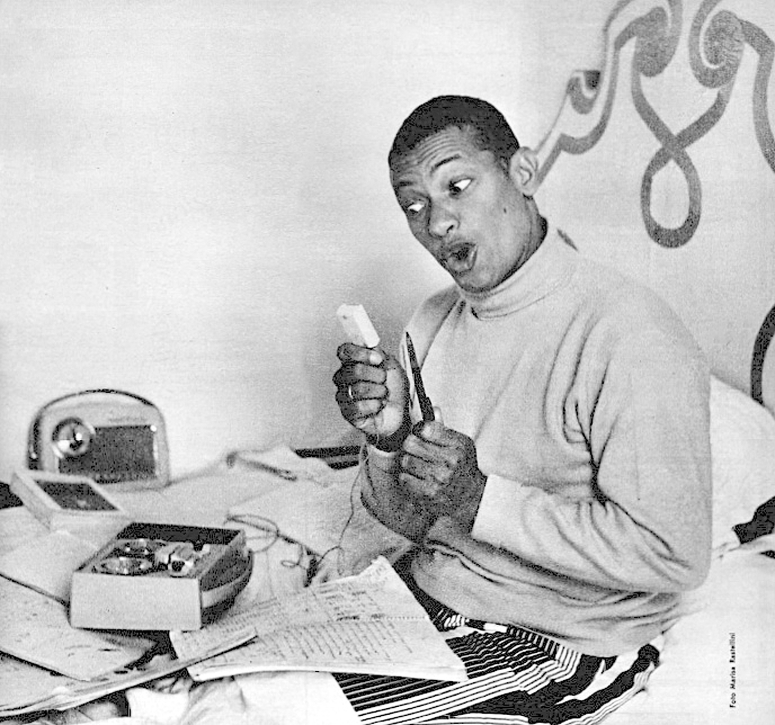
L'artiste « en recording », en train d'enregistrer.